# Byte (bài hát)
"Byte" là một bài hát của DJ người Hà Lan Martin Garrix và Brooks. Nó được ra vào ngày 7 tháng 4 năm 2017, thông qua hãng thu âm của Garrix là STMPD RCRDS và Sony.

## Bối cảnh
Garrix ra mắt bài hát tại Ultra Music Festival 2017 ở Miami. Anh đã tiết lộ đoạn trích của bài hát trên Snapchat một ngày trước lễ hội, và trên Instagram vài tháng trước. Trong một bài Tweet của Garrix, anh tuyên bố anh đã phát hành hai "thứ" vào thứ sáu, ngày 7 tháng 4 năm 2017 - bài hát "Byte" và phiên bản acoustic ở đĩa đơn trước của anh "Scared to Be Lonely" với ca sĩ người Anh Dua Lipa. "Byte" được miêu tả như là một sự trở lại của nhạc EDM cho Garrix khi những đĩa đơn trước của anh, "In the Name of Love" và "Scared to Be Lonely" được xem như là nhạc pop.
Bài hát được so sánh với sự hợp tác của Garrix vào năm 2014, "Tremor" với Dimitri Vegas & Like Mike.

## Danh sách bài hát
| STT | Nhan đề             | Thời lượng |
| --- | ------------------- | ---------- |
| 1.  | "Byte" (với Brooks) | 4:45       |

## Bảng xếp hạng
| Bảng xếp hạng (2017)                      | Vị trí cao nhất |
| ----------------------------------------- | --------------- |
| Bỉ Dance (Ultratop Flanders)              | 23              |
| Bỉ Dance (Ultratop Wallonia)              | 40              |
| Hà Lan (Tipparade)                        | 2               |
| Hoa Kỳ Dance/Electronic Songs (Billboard) | 49              |